# Toupha

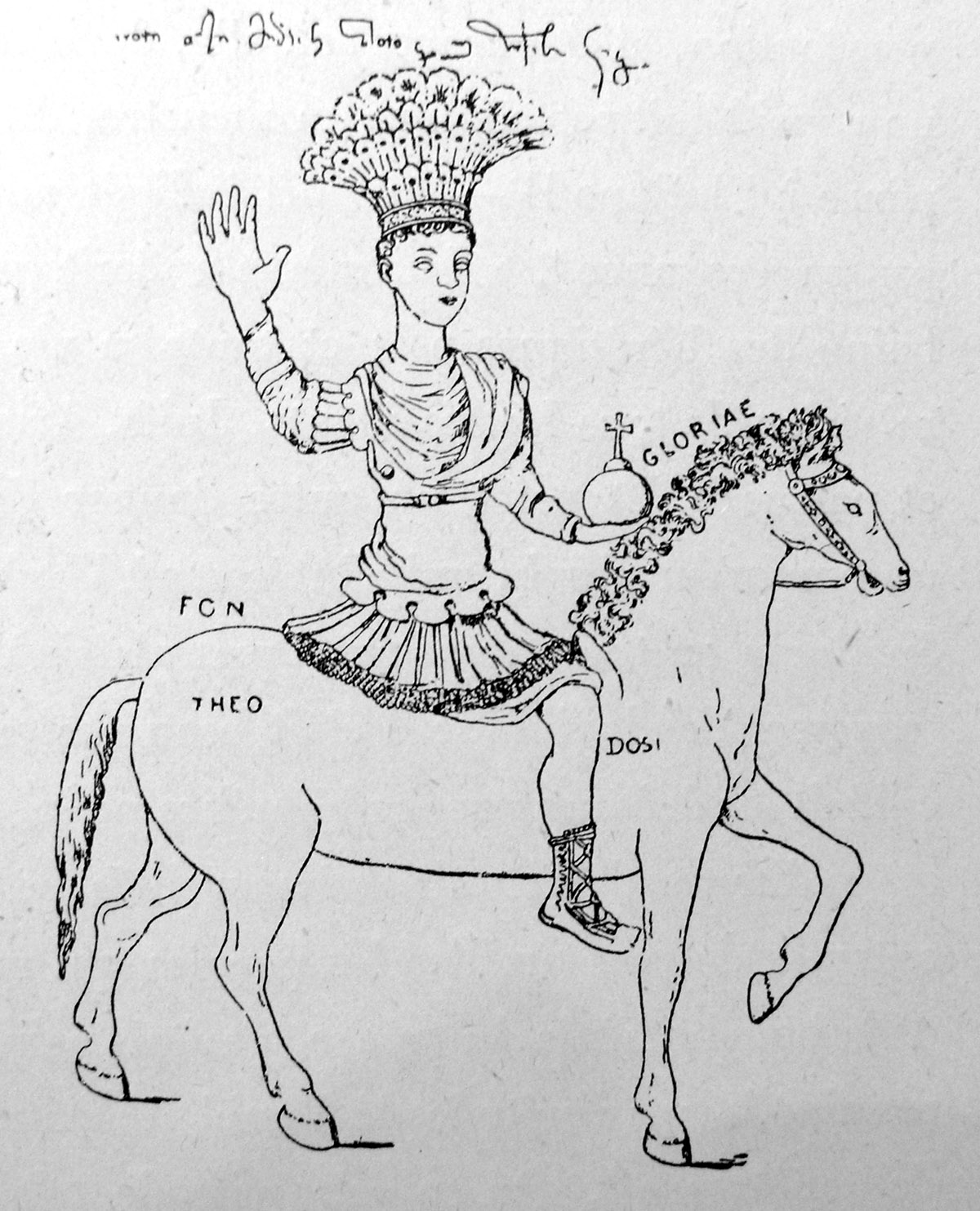
Statua equestre di Giustiniano I con la toupha e posta nell'Augustaion: l'imperatore reca una toupha di grandi dimensioni

La toupha (greco: τοῦφα o τουφίον, toúpha o touphíon) è una decorazione di piume o di crine utilizzata per gli elmi dei cavalieri o per le corone imperiali.
Una delle toupha più celebri è quella posta sulla corona della statua equestre di Giustiniano I, sulla colonna eretta nell'Augustaion di Costantinopoli, nota grazie ad un disegno del XV secolo; era di dimensioni notevoli e cadde dalla statua nel IX secolo, venendo riposta sul capo della statua imperiale mediante delle acrobazie notevoli: si dovette stendere un filo dalla sommità di Hagia Sophia a quella della colonna mediante una freccia, poi si dovette portare la toupha camminando sul filo. L'imperatore Teofilo pagò cento nomismata (monete d'oro) per questa impresa.